# Bera (upazila)
Pour les articles homonymes, voir Bera (homonymie).
Bera (en bengali : বেড়া) est une upazila du Bangladesh dans le district de Pabna. En 1991, on y dénombrait 208 897 habitants.